# Actitud
L'actitud o atitud és l'estat de disposició corporal, nerviosa i mental d'un individu o d'un grup que exerceix un influx dinàmic o orientador sobre les respostes a les situacions en què es troba i els objectes i subjectes amb què es relaciona. Per a alguns té a veure amb l'experiència prèvia. Representa la intenció i el fet de "voler", front a l'acció, que seria el fet de "fer".

## Funcions de l'actitud
Adoptar una actitud o una altra es fa segons si es considera avantatjosa per a complir una d'aquestes funcions psicològiques, tal com resumeix Daniel Katz:
- utilitarista: se segueixen les actituds que aporten recompenses i s'eviten les que causen dolor, càstig o desaprovació
- adquisició del coneixement: es fomenten les actituds que permeten adquirir informació que permeti reaccionar davant estímuls nous
- defensa del jo: es tendeixen a mantenir aquelles actituds que contribueixen a l'homeostasi o que activen mecanismes de defensa
- expressiva: se segueixen més les actituds en consonància amb els valors personals

## Actitud i societat
Es pot considerar l'actitud com a certa forma de motivació social -de caràcter, per tant, secundari, front la motivació biològica, de caràcter primari- que impulsa i orienta l'acció cap a determinats objectius. Es pot analitzar segons el denominat patró ABC (per les sigles en anglès d'affect, behaviour i cognition), identificant l'emoció subjacent, la conducta que es manifesta i els pensaments associats.
S'ha provat de mesurar l'actitud de determinades persones o grups cap a qüestions socialment pertinents per a provar d'objectivar l'opinió sobre aquell afer. Per a fer-ho s'acostumen a usar escales indicant acord o desacord o sentiments polaritzats que indiquen actituds favorables o desfavorables. La primera escala d'aquest estil que va sorgir va ser la creada per Louis Leon Thurstone.